# 龔嘉儁
龔嘉儁（?—?），字幼安，雲南昆明人，清朝官員。龔嘉儁出身昆明的科举世家，父亲龚绶以及祖父龚定国都曾考取进士，龔嘉儁是龚绶长子，龚绶退休后长期就养于龔嘉儁任职地官邸。咸豐丙辰進士，初任內閣中書。
在同光年间先后出任平陽知府、嘉兴知府、杭州知府，在平陽府任上成功抵抗捻軍入侵，又在嘉興府任內参与过杨乃武案的审理，杭州府任內編修《杭州府志》。